# تيبي نوغوتشي
تيبي نوغوتشي (باليابانية: 野口 哲平) (مواليد 4 أبريل 1981)، هو لاعب كرة قدم كان يلعب كمدافع.